# 라스푸티차

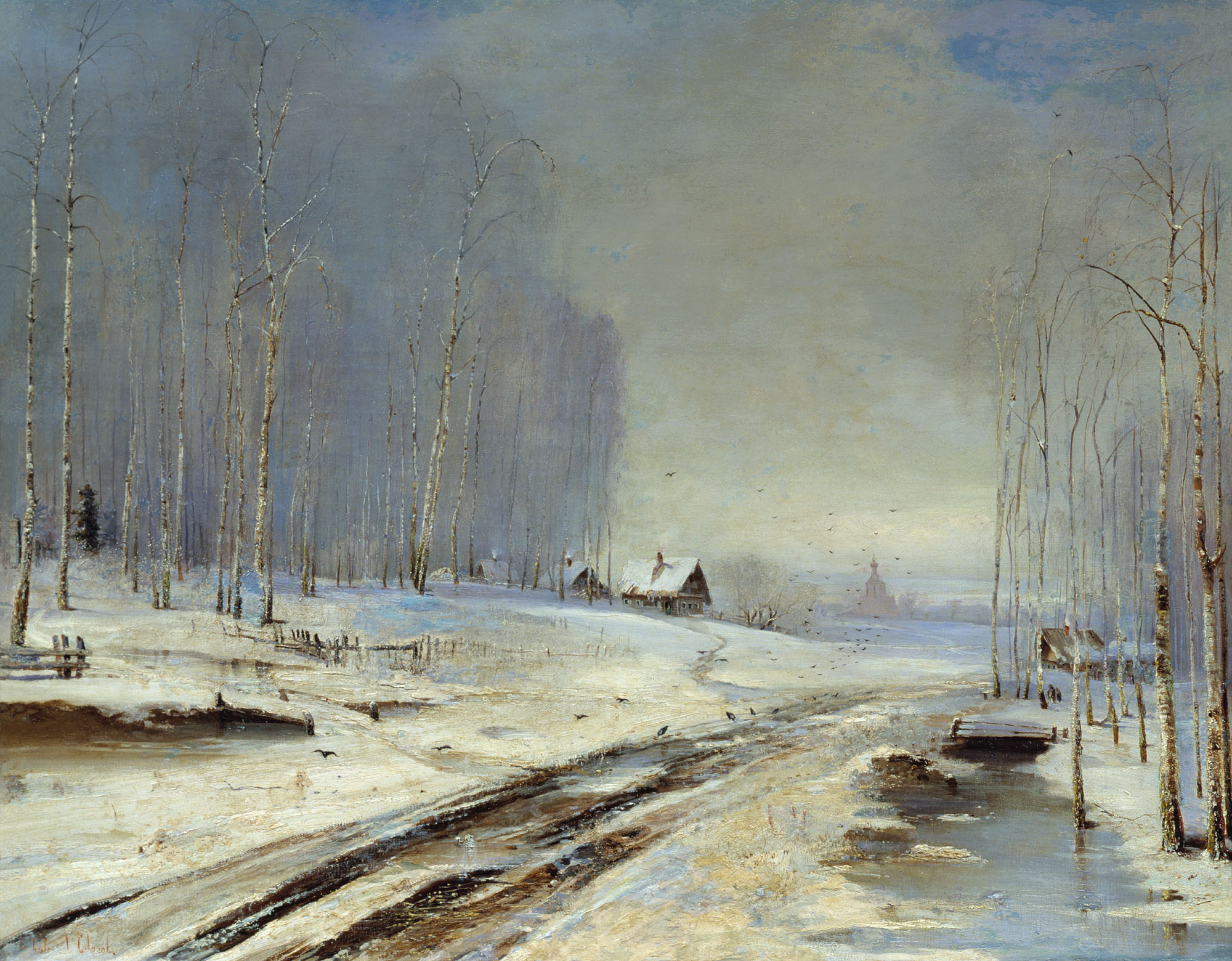
알렉세이 사브라소프의 1894년 작품 "라스푸티차".

라스푸티차(러시아어: распу́тица, 영어: rasputitsa)는 비나 눈의 융해로 진흙이 생겨 겨울이 되기 전 비포장도로에서 해빙기 여행을 하기가 어려워지는데, 이렇게 1년에 두 번, 즉 봄과 가을에 볼 수 있는 현상의 러시아어 용어이다. "라스푸티차"라는 용어는 두 기간 중 도로의 상태를 나타내기 위해 사용되는 말이기도 하다.

## 사진

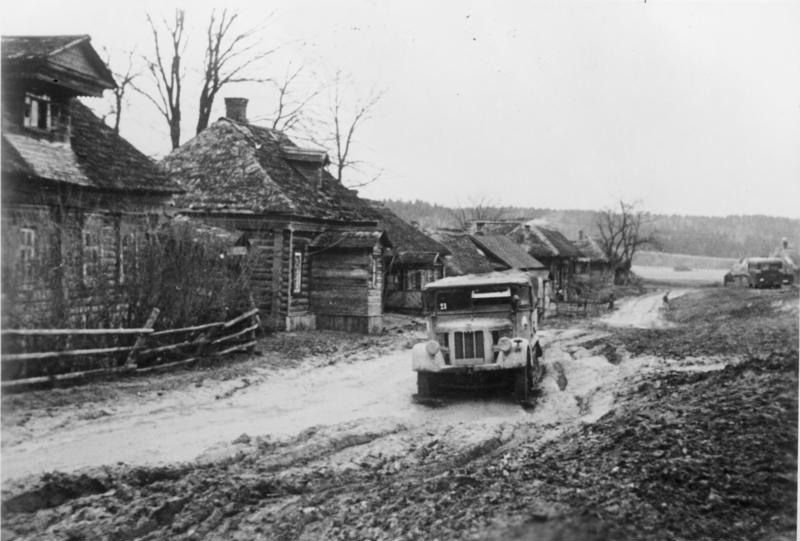
모스크바 주변의 마을 거리. 1941년 11월.
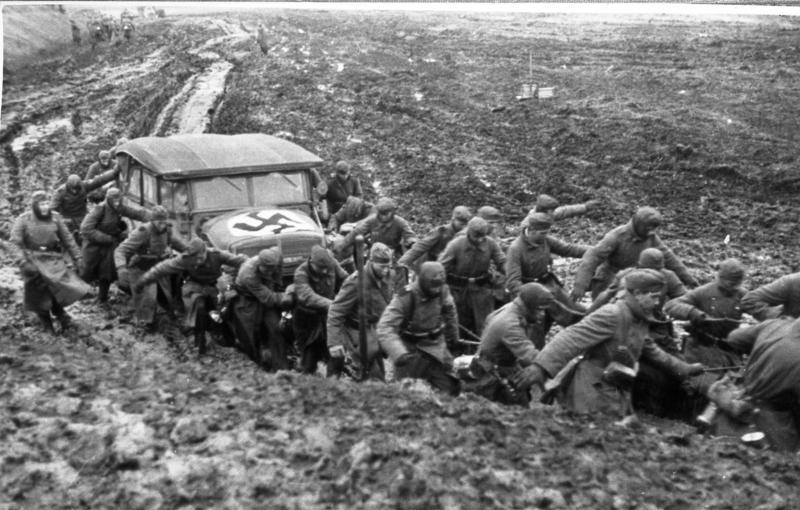
진흙에 빠진 차를 밀고 있는 독일 국방군 병사들. 1941년 11월.
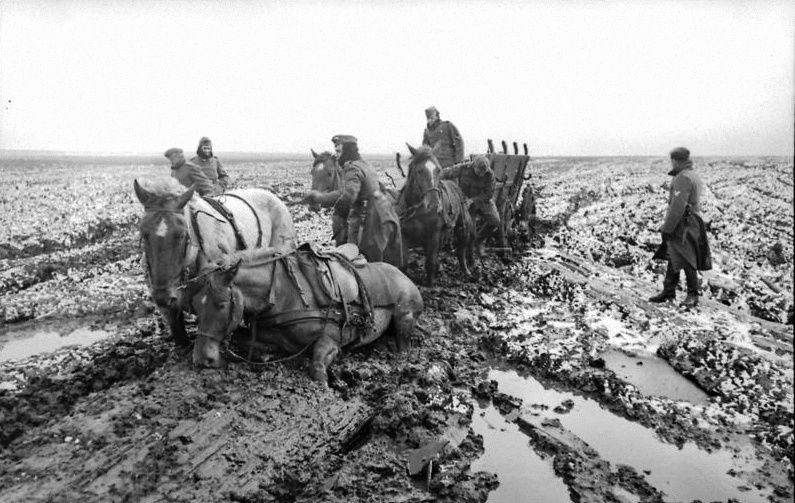
진흙에 빠진 독일 국방군의 마차. 1942년 3월~4월.

## 같이 보기
- 동장군